# 835

## Родени
Мария (* ок. 835, кръстена ок. 864), омъжена за Борис I и майка на Симеон Велики.